# 古山師則
古山 師則（ふるやま もろのり、生没年不詳）とは、江戸時代の浮世絵師。

## 来歴
古山を名乗ることから古山師重の門流とされる。作品は肉筆画「室内遊興図」（紙本着色、出光美術館所蔵）の1点しか知られていない。その画中の絵に「古山師則」の落款と手描きであらわした「師則」の朱文方印がある。およそ宝永から延享の頃にかけての人物と推測されている。